# Planteplankton
Planteplankton eller fytoplankton er mikroalger og cyanobakterier, der er frit svævende i vandet og som er i stand til at udføre fotosyntese.
Planteplankton er den ene af to hovedtyper plankton, den anden er dyreplankton.
En tredje gruppe er bakterieplankton, der spiller en stor rolle for omsætningen af især opløste organiske stoffer i de frie vandmasser, som udskilles af planteplanktonet.

## Ekstern henvisning
- Planteplankton sov fra meteornedslaget der dræbte dinosaurerne
- Phytoplankton Identification University of California Santa Cruz (Kudela lab) (engelsk)